# Vart jag mig i världen vänder
Vart jag mig i världen vänder è il singolo di debutto del gruppo musicale svedese Den Svenska Björnstammen tratto dal primo album di studio Ett fel närmare rätt, pubblicato nel 2011. La canzone ricevette un riscontro positivo, tant'è che il singolo entrò nella classifica svedese, standoci per sessantatré settimane, e raggiunse subito la prima posizione dove rimase per sei settimane.

## Video musicale
Il video musicale è stato pubblicato sull'account del gruppo su YouTube il 21 giugno 2011.

## Tracce
1. Vart jag mig i världen vänder – 4:31

## Classifica
| Classifica        | Massima posizione |
| ----------------- | ----------------- |
| Sverigetopplistan | 1                 |